# Amami

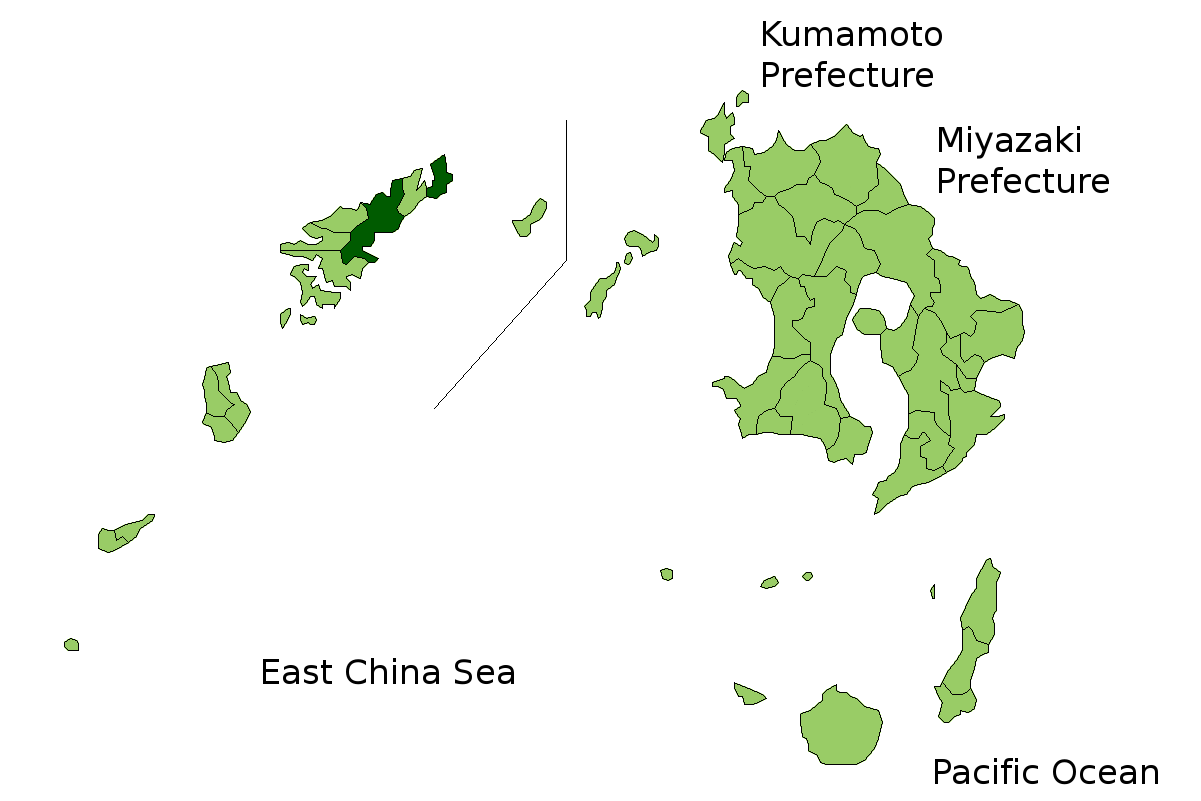

Amami (奄美市 Amami-shi?) este un municipiu din Japonia, prefectura Kagoshima.